# Ormyrus hebridensis
Ormyrus hebridensis är en stekelart som beskrevs av T.C. Narendran 1999. Ormyrus hebridensis ingår i släktet Ormyrus och familjen kägelglanssteklar.
Artens utbredningsområde är:
- Nya Kaledonien.
- Vanuatu.

Inga underarter finns listade i Catalogue of Life.